# エセキボ川

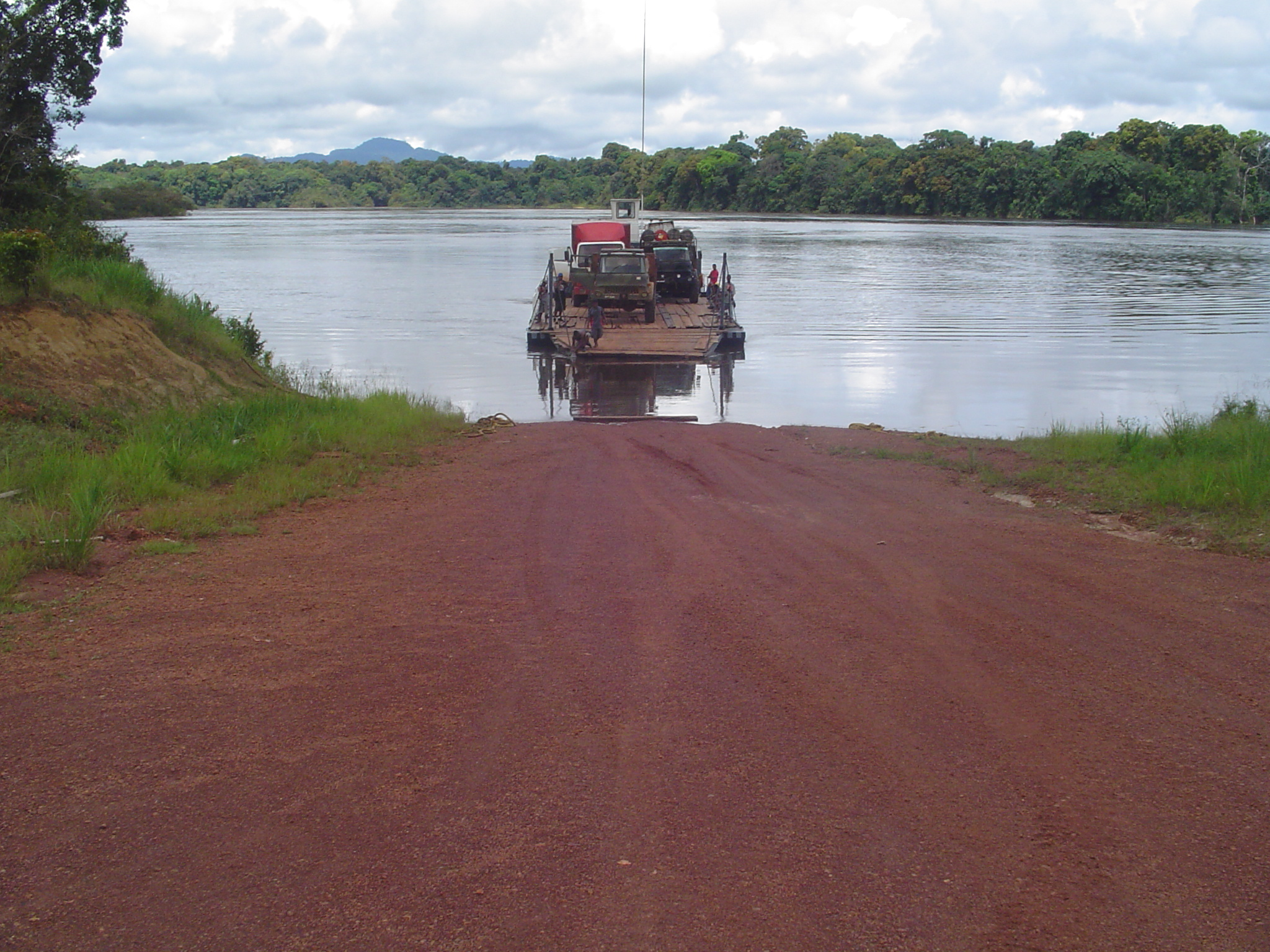

エセキボ川（エセキボがわ、英語: Essequibo River, スペイン語: Río Esequibo）は、南アメリカのガイアナを流れる川である。ガイアナ国内で最も長い川であり、オリノコ川とアマゾン川の間では最も広い川である。ブラジルとガイアナの国境にあるアラカイ山脈に水源を持ち、北方に流れ森林地帯やサバンナを横切り大西洋に注ぐ。全長は約1,000kmある。

## 地理
エセキボ川の流域には、数え切れないほど多くの急流や滝がある。河口は幅20kmに達し、多くの島が点在する。河口はガイアナの首都ジョージタウンから約20km離れた場所にある。
エセキボ川は、ベネズエラ方面から流れるクユニ川など多くの支流を持つ。いくつかの支流は、河口から30kmほどの場所で、いくつかの肥沃な島によって分かれている。そのうちの1つであるフォート島は、この地をオランダが統治していた頃に政府があった。
ベネズエラは、エセキボ川がガイアナとの国境であり、その西側はベネズエラ領であると主張している（グアヤナエセキバを参照）。
エセキボは、1616年にオランダ人によって作られ後にイギリス領ギアナの一部となった植民地の名称でもある。

## 歴史
「エセキボ」の名前は、「炉の石」を意味するアラワク族の言葉から来ており、川原から石を持って来て炉の周りに並べるというアラワク族の習慣に由来すると説明されることが多い。ほかに人名に由来するという説もある。カプチン会の修道士であるフェリックス・マリア・デ・ベガミアン神父の著書によれば、16世紀初頭に宣教師としてこの地を旅していたホアン・エスキベル（Juan de Esquivel）の名前に由来するという。
ガイアナに最初に入植したヨーロッパ人はオランダ人であった。彼らは1615年にエセキボ川の下流に植民地を築き、先住民との友好関係を結びつつ砂糖やカカオのプランテーションを作った。
宣教師の入植は19世紀に起こったベネズエラの独立戦争の頃まで続いた。このとき、イギリスはトリニダード以外に南アメリカとの貿易のための大きな船が停泊できるような居留地を必要としていた。同時期（1833年）に、イギリスはフォークランド諸島を占領している。
1995年8月には、カナダの鉱山会社が、4,000,000m3以上のシアン化合物を川に流出し問題となった。

## 流域図

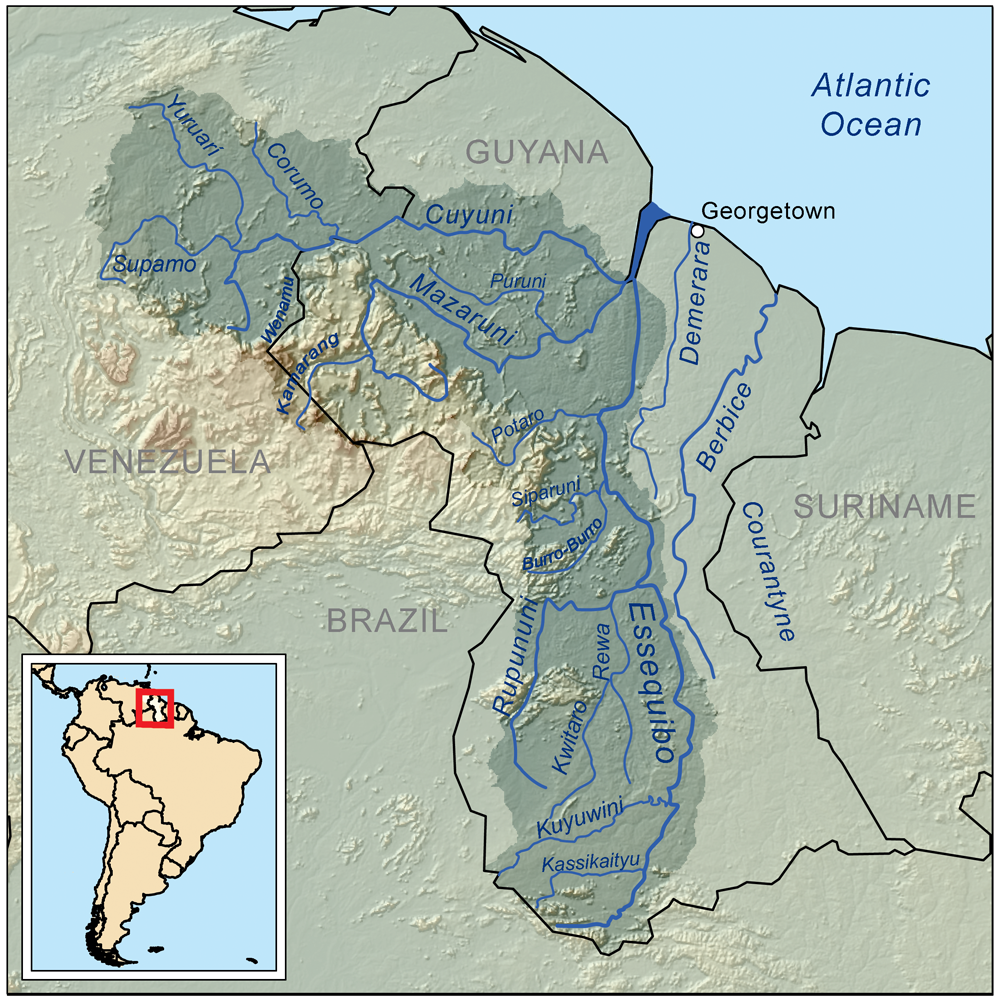
流域